# Streblocera shaowuensis
Streblocera shaowuensis är en stekelart som beskrevs av Chao 1964. Streblocera shaowuensis ingår i släktet Streblocera och familjen bracksteklar. Inga underarter finns listade i Catalogue of Life.